# Lotnisko Zielona Góra-Przylep
Lotnisko Zielona Góra–Przylep (kod ICAO: EPZP) – cywilne lotnisko sportowe Aeroklubu Ziemi Lubuskiej w dzielnicy Zielonej Góry - Przylepie, około 8 km od centrum miasta.
Na lotnisku swoją siedzibę ma Lotniczy Oddział Straży Granicznej oraz działa baza Lotniczego Pogotowia Ratunkowego.